# 甲斐町東
甲斐町東（かいのちょうひがし）は、大阪府堺市堺区にある地名。2024年現在の行政地名は甲斐町東一丁から甲斐町東六丁。住居表示は実施済。

## 地理
堺区の中央部に位置する。南東は翁橋町、南西は大町東、北西は甲斐町西、北東は市之町東に接する。北西から順に一丁から六丁がある。

## 歴史

### 沿革
はじめ1 - 4丁、1959年（昭和34年）から1 - 6丁がある。
- 1872年（明治5年）、甲斐山口町・大寺片原町・火鉢屋町・甲斐町寺町・甲斐農人町と川端町の一部より成立。堺町に所属。
- 1880年（明治13年）、郡区町村編制法の施行により、堺区の所属となる。
- 1889年（明治22年）、市制施行により、堺市の所属となる。
- 1929年（昭和4年）、一部が北翁橋町1 - 2丁・南新町1 - 2丁となる。
- 1959年（昭和34年）、一部を大町東1 - 4丁・市之町東1 - 6丁に編入し、甲斐町の一部を編入[6]。
- 2006年（平成18年）、堺市が政令指定都市に移行し、行政区を設置。甲斐町東は堺区の所属となる。

## 世帯数と人口
2024年（令和6年）3月31日現在の世帯数と人口は以下の通りである。
| 丁           | 世帯数    | 人口    |
| ------------ | --------- | ------- |
| 甲斐町東一丁 | 41世帯    | 54人    |
| 甲斐町東二丁 | 247世帯   | 503人   |
| 甲斐町東三丁 | 197世帯   | 273人   |
| 甲斐町東四丁 | 225世帯   | 309人   |
| 甲斐町東五丁 | 67世帯    | 115人   |
| 甲斐町東六丁 | 325世帯   | 356人   |
| 計           | 1,102世帯 | 1,610人 |

### 人口の変遷
国勢調査による人口の推移。
| 1995年（平成7年）  | 1,296人 | [ 7 ]  |  |
| 2000年（平成12年） | 1,147人 | [ 8 ]  |  |
| 2005年（平成17年） | 1,461人 | [ 9 ]  |  |
| 2010年（平成22年） | 1,658人 | [ 10 ] |  |
| 2015年（平成27年） | 1,732人 | [ 11 ] |  |
| 2020年（令和2年）  | 1,668人 | [ 12 ] |  |

### 世帯数の変遷
国勢調査による世帯数の推移。
| 1995年（平成7年）  | 691世帯   | [ 7 ]  |  |
| 2000年（平成12年） | 657世帯   | [ 8 ]  |  |
| 2005年（平成17年） | 816世帯   | [ 9 ]  |  |
| 2010年（平成22年） | 977世帯   | [ 10 ] |  |
| 2015年（平成27年） | 1,048世帯 | [ 11 ] |  |
| 2020年（令和2年）  | 1,088世帯 | [ 12 ] |  |

## 学区
市立小・中学校に通う場合、学区は以下の通りとなる。
| 丁           | 番   | 小学校           | 中学校             |
| ------------ | ---- | ---------------- | ------------------ |
| 甲斐町東一丁 | 全域 | 堺市立熊野小学校 | 堺市立殿馬場中学校 |
| 甲斐町東二丁 | 全域 | 堺市立熊野小学校 | 堺市立殿馬場中学校 |
| 甲斐町東三丁 | 全域 | 堺市立熊野小学校 | 堺市立殿馬場中学校 |
| 甲斐町東四丁 | 全域 | 堺市立熊野小学校 | 堺市立殿馬場中学校 |
| 甲斐町東五丁 | 全域 | 堺市立熊野小学校 | 堺市立殿馬場中学校 |
| 甲斐町東六丁 | 全域 | 堺市立熊野小学校 | 堺市立殿馬場中学校 |

## 事業所
2021年（令和3年）現在の経済センサス調査による事業所数と従業員数は以下の通りである。
| 丁           | 事業所数 | 従業員数 |
| ------------ | -------- | -------- |
| 甲斐町東一丁 | 29事業所 | 317人    |
| 甲斐町東二丁 | 13事業所 | 72人     |
| 甲斐町東三丁 | 17事業所 | 143人    |
| 甲斐町東四丁 | 13事業所 | 85人     |
| 甲斐町東五丁 | 9事業所  | 38人     |
| 甲斐町東六丁 | 3事業所  | 30人     |
| 計           | 84事業所 | 685人    |

## 交通

### 道路
- 阪神高速15号堺線 - 堺出入口
- 大道筋（堺市道大道筋）

## 施設
- 開口神社
- 養寿寺
- 法華寺
- 堺山之口商店街
- 堺市保健医療センター
- 大阪厚生信用金庫 堺支店
- 土居川公園

## 郵便
- 郵便番号：590-0953[3]（集配局：堺郵便局[15]）。

## ギャラリー

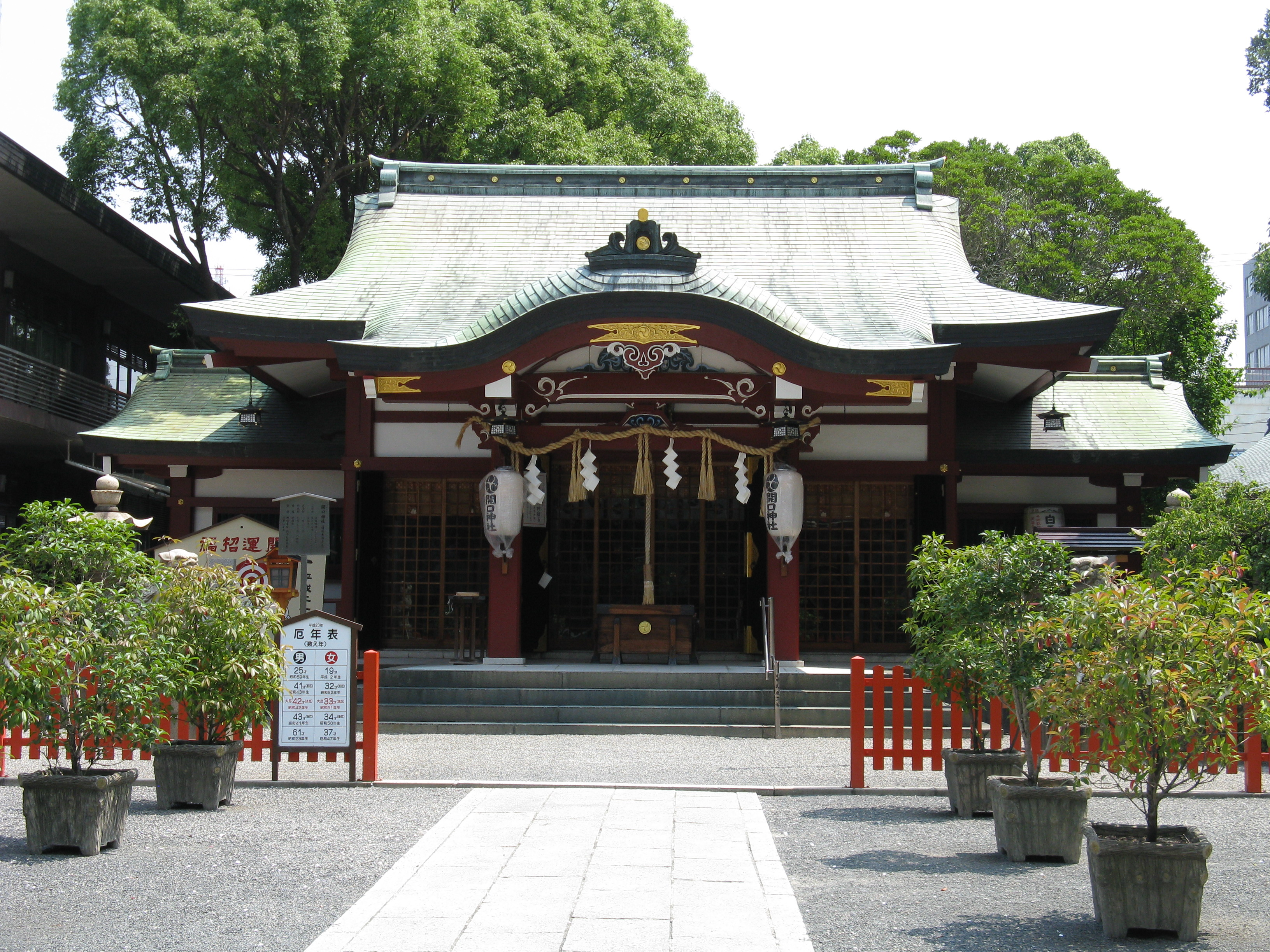
開口神社